# Pardosa bukukun
Pardosa bukukun är en spindelart som beskrevs av Dmitri Viktorovich Logunov och Yuri M. Marusik 1995. Pardosa bukukun ingår i släktet Pardosa och familjen vargspindlar. Inga underarter finns listade i Catalogue of Life.